# Käsespätzle

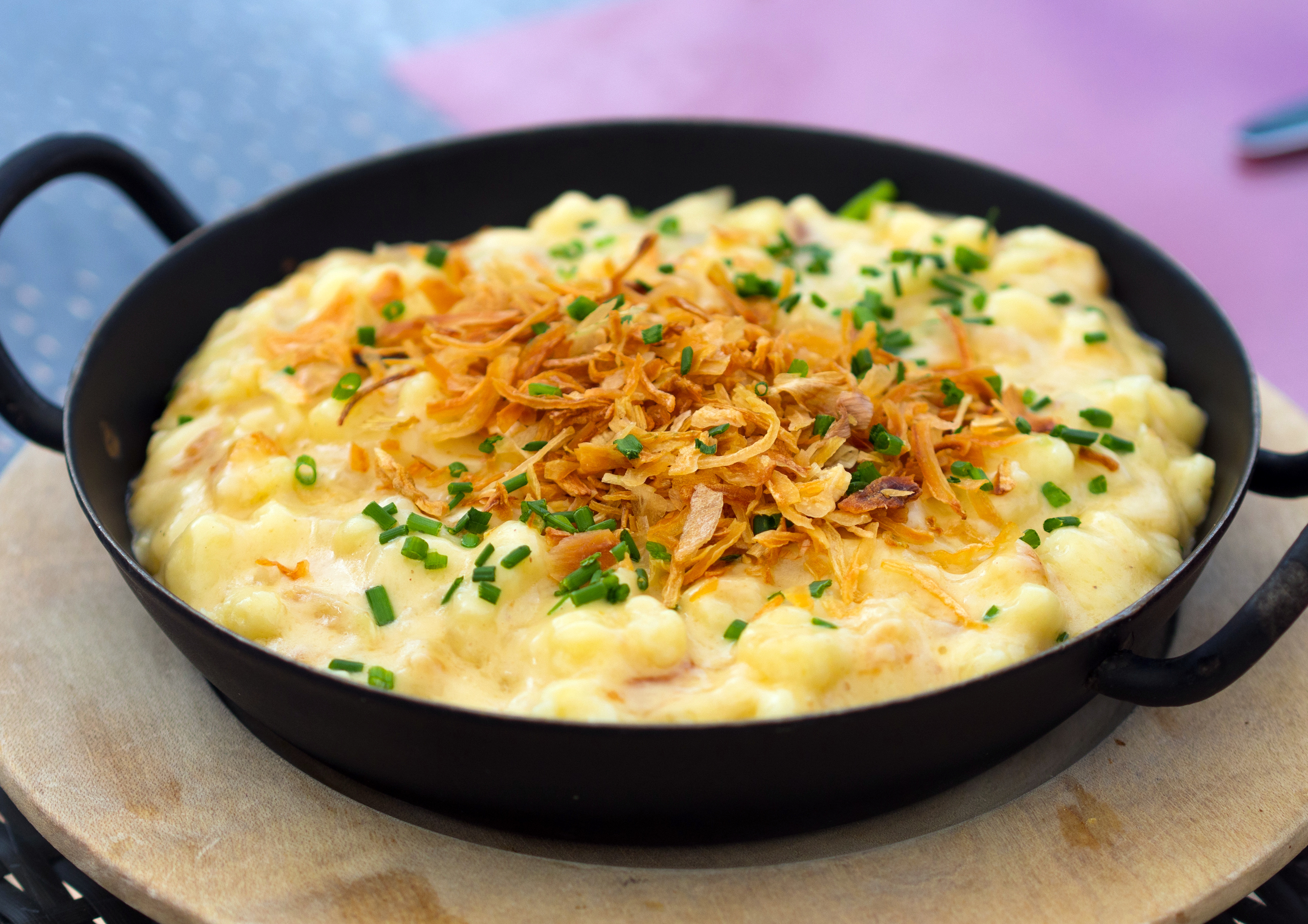
Käsespätzle mit Röstzwiebeln in Tirol

Käsespätzle, regional auch als Chäschnöpfli (Schweiz), Käsknöpfle (Vorarlberg), Kasspatzln (Tirol) oder Kässpätzle/Kässpatzâ/Kässpatzn (Schwaben) bezeichnet, sind ein Gericht aus den Gebieten Württemberg, Hohenzollern, Oberschwaben, Baden, Allgäu, der Schweiz, Liechtenstein, Tirol und Vorarlberg.

## Zubereitung
Bei den Käsespätzle werden heiße Spätzle und geriebener Hartkäse abwechselnd übereinander geschichtet und mit Röstzwiebeln garniert. Damit die Spätzle nicht auskühlen und der Käse schmelzen kann, werden die Käsespätzle jeweils nach dem Schichten in den heißen Backofen geschoben.
Beilagen zu Käsespätzle sind meist Blattsalate oder Kartoffelsalat. Im Vorarlberger Oberland und in Liechtenstein ist zu Kässpätzle auch Apfelmus üblich. Reste der Kässpätzle können mit Butter in einer Pfanne angebraten werden.

## Regionale Besonderheiten
In Schwaben werden die Käsespätzle traditionellerweise mit Bergkäse und/oder Emmentaler zubereitet. In Vorarlberg gibt es unterschiedliche Zubereitungsarten; so findet man im Montafon Käsespätzle mit Montafoner Sauerkäse und im Bregenzerwald werden die Käsespätzle mit Bergkäse und Räßkäse zubereitet.
Als Zugabe beschreibt Franz Maier-Bruck für Vorarlberg Butter und gelblich angelaufene Zwiebelringe.
Es existieren auch Varianten mit Limburger Käse, Weißlacker-Käse oder Vorarlberger Bergkäse.

## Varianten
Eine Variante der Käsespätzle sind die Kasnocken (auch Kasnockn), die in Salzburg (Pinzgau) und der Obersteiermark ihren Ursprung haben. Diese werden im Gegensatz zu den Käsespätzle in der Pfanne zubereitet. Im Ennstal werden die sogenannten Ennstaler Kasnockn mit dem Ennstaler Steirerkäse hergestellt; dazu werden die Nockn vom Brett geschabt und in der Pfanne mit dem bröseligen Käse vermischt und erhitzt.